# 喜名朝飛
喜名朝飛，本名具志堅留美子（具志堅るみ子），日本漫畫家。沖繩縣出身，琉球族，是閩人三十六姓後裔久米村金氏成員。其祖父具志堅以德曾任久米崇聖會理事長。

## 作品列表

### 長篇漫畫
- 神劍斬郎汰（日语：幕末風来伝斬郎汰）（1996年，月刊少年GANGAN1996年6月號～）
- 天使之塵
- 東京魔人學園劍風帖
- 東京魔人學園外法帖（日语：東京魔人學園外法帖）